# Sara Paris
Sara Paris (née le 19 juillet 1985 à Verbania) est une joueuse italienne de volley-ball. Elle mesure 1,65 m et joue au poste de libero.

## Clubs
| Club                    | Pays   | De        | À         |
| ----------------------- | ------ | --------- | --------- |
| Pallavolo Ornavasso     | Italie | 2000-2001 | 2000-2001 |
| Busto Arsizio           | Italie | 2001-2002 | 2003-2004 |
| Romanelli Volley        | Italie | 2004-2005 | 2004-2005 |
| Volley Bellinzona       | Suisse | 2005-2006 | 2006-2007 |
| Libertas Rovigo         | Italie | 2007-2007 | 2007-2007 |
| Villa Cortese           | Italie | 2007-2008 | 2008-2009 |
| Universal Volley Modena | Italie | 2009-2010 | 2010-2011 |
| VBC Casalmaggiore       | Italie | 2011-2012 | 2011-2012 |
| Crema Volley            | Italie | 2012-2013 | 2012-2013 |
| Asystel MC Carnaghi     | Italie | fév 2013  | mai 2013  |
| AGIL Volley             | Italie | 2013-2014 | …         |

## Palmarès

### Équipe nationale
- Championnat d'Europe des moins de 18 ans
  - Vainqueur : 2001.

### Clubs
- Coupe d'Italie
  - Finaliste : 2013.

### Récompenses individuelles
- Championnat d'Europe féminin de volley-ball des moins de 18 ans 2001: Meilleure libero.
- Championnat du monde de volley-ball féminin des moins de 18 ans 2001: Meilleure défenseuse.